# Hadji Ali
Pour les articles homonymes, voir Ali.

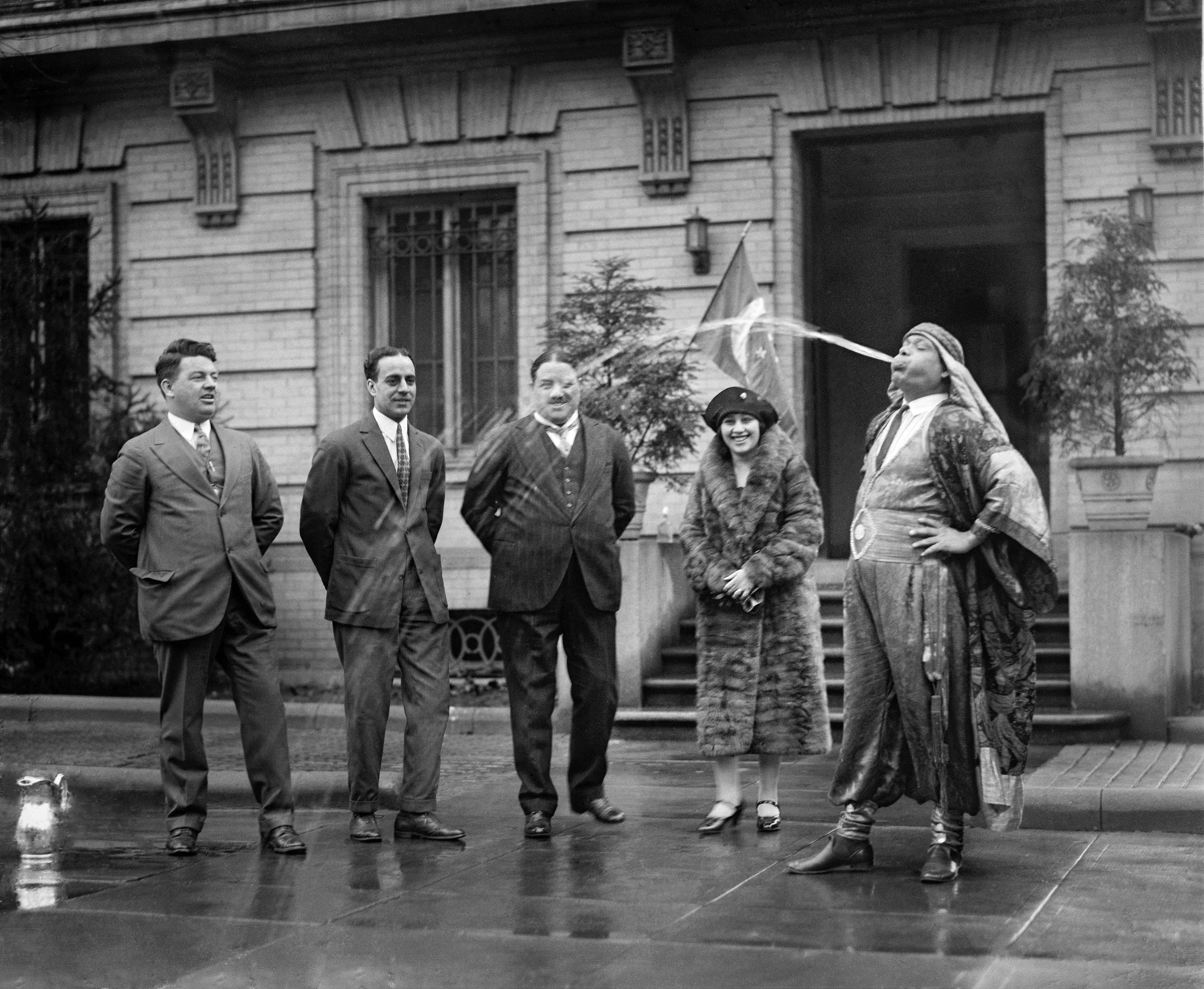
Hadji Ali montrant ses capacités.

Hadji Ali, né vers 1887-1892 et mort le 5 novembre 1937 à Wolverhampton, probablement originaire d’Égypte, est un artiste de spectacle célèbre pour ses régurgitations contrôlées. Ses exploits les plus connus sont l'ingurgitation d'eau, de fumée, de noisettes ou de mouchoirs, suivie par leur restitution dans un ordre choisi par le public. Le tour le plus célèbre d'Ali consistait à boire de grandes quantités d'eau, puis de kérosène, afin de jouer tour à tour le rôle d'un lance-flammes humain et d'un extincteur sur des accessoires de théâtre.
Pendant ces performances, des membres du public étaient invités à observer le spectacle de près pour vérifier qu'il n'était pas truqué.
Bien que n'ayant jamais atteint une grande célébrité, Ali avait un public fidèle dans le domaine du spectacle aux États-Unis. Il se produisit pour des chefs d'État, dont le tsar Nicolas II de Russie. Judy Garland le considérait comme son artiste favori et David Blaine comme son magicien préféré. Des extraits de ses spectacles furent immortalisés dans le film court de 1930 Strange as It Seems (Aussi étrange que cela puisse paraître) et dans Politiquerías (1931), la version hispanophone du Quand les poules rentrent au bercail de Laurel et Hardy. Deux documentaires contiennent des extraits des performances d'Ali prélevés dans Politiquerías : Gizmo ! (1977) et Vaudeville (1999). Étant données les capacités gastriques inhabituelles d'Hadji Ali, la rumeur circula que l'Institut Rockefeller avait offert de verser une importante somme d'argent pour récupérer son estomac post-mortem. Après sa mort en Angleterre, son corps fut donné pour étude à l'Université Johns-Hopkins.

## Origines
Hadji Ali est né dans une famille de classe ouvrière, en 1887 ou 1892 selon les sources, probablement en Égypte. Il fut célèbre en tant que performeur d'une discipline des arts du spectacle connue sous le nom d'« actes de régurgitation », consistant à avaler des matériaux ou des objets puis à les régurgiter de différentes façons. C'est dès l'enfance que Hadji Ali prit conscience de ses capacités gastriques inhabituelles. Lors d'une performance qui se tenait à l'hôpital St. Mary de Niagara Falls (État de New York) en mai 1926, Ali répondit aux interrogations du public et raconta l'anecdote suivante : alors qu'il nageait dans le Nil, âgé d'à peine 10 ans, il découvrit naturellement qu'il était capable d'avaler une énorme quantité d'eau et de la recracher en l'air comme le jet d'une baleine. En grandissant, il développa et travailla son don. Il existe également une version plus épique de ces événements, qui fut racontée par la fille d'Ali, Almina Ali, dans une interview réalisée en Angleterre après la mort de son père. Elle déclara qu'Ali prit connaissance de son don lors d'un incident précis : alors qu'il se baignait dans le Nil, il avala par inadvertance un poisson suivi d'un grand volume d'eau. Au lieu de mourir, conséquence attendue par les spectateurs de la scène, Ali régurgita sans effort le liquide et le poisson.
C'est vers l'âge de quinze ans qu'Ali prit conscience que ses talents de régurgitation avaient le potentiel pour amuser un public, et qu'il pourrait gagner de l'argent en donnant des spectacles :

« Avant toute chose, j'ai testé mes tours dans la rue : j'avalais de nombreux verres d'eau, puis je projetais un long jet d'un bout à l'autre de la rue... Un jour, un patron de café m'a vu faire et m'a couru après dans la rue. Je pensais qu'il voulait me tabasser, mais non : il s'est contenté de me mettre une pièce dans la main et m'a demandé de recommencer mon tour. Finalement, il était si enchanté qu'il m'a demandé de venir dans son café pour distraire les clients. »

Parti sur les routes, Ali rencontra au Caire un Italien qui lui fit signer un contrat de performeur pour le music hall. Sous ce contrat, Ali donna des spectacles à travers l'Europe, parfois pour des chefs d’État. Selon Ali, vers 1914, il fut demandé par le Tsar Nicolas II de Russie pour se produire au Palais d'Hiver de Saint-Pétersbourg. Il déclara que le Tsar « devait avoir apprécié mon spectacle car il me décerna une décoration spéciale, qui est l'une de mes plus précieuses possessions ». Après la Première Guerre mondiale, Ali se mit à gérer lui-même ses affaires et partit en tournée à travers le monde, élaborant chaque fois de nouveaux tours.
Ali arriva aux États-Unis avec sa fille Almina vers le milieu des années 1920. Ils se produisaient ensemble lors de foires, carnavals et spectacles, parfois promus sous le nom collectif de « Hadji Ali & Co. ». Almina tenait le rôle d'assistante dans le spectacle de son père, où elle était surnommée « La Princesse ». Ali lui-même avait de nombreux noms de scène : « Le Grand Homme Miracle d’Égypte », « L'Extraordinaire Régurgitateur », « L’énigme égyptienne », « L'Aquarium humain », « Le Volcan humain » ou encore « La 9ème merveille du monde scientifique ». Des portraits d'Ali le décrivent comme « un homme grand et barbu, au torse large... une figure imposante dans son costume arabe ».
Bien qu'Ali parlât plusieurs langues et fut naturalisé citoyen américain, on rapporta que sa fille Almina lui servait d'interprète aux États-Unis et ailleurs car il ne parlait pas Anglais, et était illettré. Après avoir acquis quelque notoriété, Ali engagea comme manager Hubert Julian, un ancien colonel de l'Armée de l'Air d'Abyssinie. Bien qu'il parvint à rassembler par une audience fidèle significative, jusqu'à être cité par Judy Garland comme son artiste de spectacle favori, Ali « resta davantage une curiosité de seconde zone qu'une véritable tête d'affiche du monde du spectacle » selon Bruce Felton. Quoi qu'il en soit, au moment de sa mort en 1937, son manager Julian remarqua qu'Ali avait « gagné beaucoup d'argent en Amérique : parfois 1000$ par semaine. J'étais en train de lui construire une réputation ici [en Europe] et une tournée était prévue sur le continent. »

## Performances
Le pilier du spectacle d'Ali était le numéro dit du « jet d'eau ». Après avoir avalé de grandes quantités de liquide, entre 60 et 100 verres d'affilée, il recrachait l'eau en un jet continu pendant un long moment, parfois près d'une minute. Un autre de ses numéros favoris était d'avaler entre 30 et 50 noisettes non-cassées (bien que l'une de ses affiches parle de 40 noix de pécan), puis un fruit à coque d'une autre variété, par exemple une amande. Ensuite, Ali régurgitait les noisettes une à une, ne faisant reparaître la « noix-bizarre » (par exemple l'amande) qu'au moment choisi par le public. Dans un autre numéro, Ali avalait trois à six mouchoirs de différentes couleurs, puis les restituait dans l'ordre choisi par un membre du public.
Dans un article de 1929 publié dans le Lowell Sun, le médecin Morris Fishbein émit l'hypothèse que, dans le numéro des noisettes, Ali gardait en bouche le fruit qui était d'une variété différente plutôt que de l'avaler, ce qui lui permettait de le ressortir sur demande. Le Dr. Fishbein déclara aussi que des « enquêteurs » anonymes étaient convaincus que, pour son numéro des foulards, Ali parfumait les tissus, et pouvait donc les identifier au goût en les faisant remonter.
Ali avalait également des poissons rouges vivants, des montres, des pièces de monnaie, des bijoux fantaisie, des billets de banque, des noyaux de pêche, des souris vivantes, des boutons, des balles et autres objets. Dans une autre de ses performances, il plaçait au minimum huit cigarettes allumées dans sa bouche et, au lieu d'inhaler, avalait la fumée. Après un bon moment, il la recrachait en un flux continu comme un volcan en éruption.
« Ali [était] l'homme qui pouvait avaler n'importe quoi : des cigarettes, des poissons rouges vivants, des mouchoirs, de l'essence... »
Le numéro final qui conclut longtemps le spectacle d'Ali consistait à avaler à nouveau de copieuses quantités d'eau, mais cette fois suivies par une pinte de kérosène. On amenait alors un accessoire, généralement une maquette de château ou de maison en métal posée sur une table, dans laquelle brûlait une flamme. Le kérosène, plus léger que l'eau et non-miscible avec elle, flottait par-dessus l'eau dans la gorge d'Ali, lui permettant de le recracher en premier. Le décor ainsi posé, on entendait des roulements de tambour ou une imitation de cloches à incendie, et Ali devenait un « lance-flammes humain », crachant le combustible en un long flux inondant l'accessoire sacrifié, qui s'enflammait de toutes parts. Une fois le kérosène épuisé, l'eau suivait, jaillissait de sa bouche en un long jet qui atteignait parfois deux mètres et qui éteignait le feu.
« On peut certes aller écouter un Orchestre Symphonique Philharmonique. On peut admirer Walter Hampter et Ethel Barrymore nous livrant leur brillante interprétation de Shakespeare, ou, si l'on se prend de passion pour la boxe, ou la lutte, aller visiter le nouveau Madison Square Garden... [mais], avec tout le respect dû à l'art de John McCormick, d'Harold Lloyd ou de Jack Dempsey, aucun d'eux ne peut avaler douze litres d'eau, ou cinquante noisettes et une amande, puis régurgiter l'amande en n'importe quelle position entre 1 et 50. Aucun d'eux ne peut avaler trois mouchoirs différents, puis faire ressortir celui des trois que le public demande. Et je doute qu'ils soient capables de boire de l'essence de kérosène. M. Hadji Ali peut faire toutes ces choses. »
Pendant certaines performances, un panel ou « jury » de membres du public était invité sur scène pour vérifier qu'aucun mécanisme de trucage n'était utilisé, et qu'Ali était bel et bien en train d'avaler les objets puis de restituer par régurgitation les objets concernés. Parfois, Ali déambulait parmi le public pendant son numéro d'avalage de noisettes et, son costume de scène laissant son estomac apparent, il invitait des spectateurs à tâter son ventre pour entendre les noisettes cliqueter à l'intérieur. Un journal rapporta que les numéros d'Ali, qui consistaient essentiellement en un vomissement contrôlé, étaient réalisés d'une « façon qui n'avait strictement rien de désagréable, ni même de lointainement répugnant ». Mais tout le monde n'était pas du même avis : au moins l'un des contrats d'Ali fut coupé court quand le commanditaire réalisa que la nature de l'acte « gâchait leurs dîners-spectacles ». Houdini, le célèbre prestidigitateur spécialiste de l'évasion, remarqua dans son texte de 1920 Miracle Mongers and their Methods que le cracher de l'eau était « une performance qui ne pouvait pas manquer de dégoûter un public moderne ».
Les capacités d'Ali fascinaient le public, mais aussi les experts médicaux. Un article de 1928 paru dans le Sheboygan Press rapporta que plusieurs médecins avaient assisté à l'un des spectacles d'Ali, examinant attentivement ses performances. Ils en conclurent qu'il ingurgitait et régurgitait effectivement les liquides et objets qu'il affirmait avaler, mais restèrent « abasourdis par ses extraordinaires performances ». Selon un article paru dans le Naugatuck Daily News, « Des médecins venus de trois continents se sont acharnés à comprendre le mécanisme gastronomique de cette autruche humaine, en vain. Des expériences aux rayons X ont été menées pendant sa démonstration, mais n'ont apporté aucune explication plausible qui satisfasse un esprit critique, d'ailleurs, la profession des chirurgiens a baissé les bras, sidérée par cette autruche humaine ».

## Apparitions filmiques
Aucune description littéraire ne peut réellement englober la riche absurdité de l'acte, sans parler de la virtuosité du contrôle d'Hadji Ali sur son œsophage.
Ali fut immortalisé dans deux films : Strange as It Seems, un film court de 1930, et Politiquerías, version hispanophone du Quand les poules rentrent au bercail de Laurel et Hardy sorti en 1931. Ali eut aussi un petit rôle en tant que « seigneur turc » dans un film de la Warner de 1932, Scarlet Dawn, avec à l'affiche Douglas Fairbanks Jr. et Nancy Carroll. Deux documentaires contiennent des extraits des performances d'Ali prélevés dans Politiquerías : Gizmo ! (1977) et Vaudeville (1999), un documentaire produit par KCTS-TV qui rassemble une série de 90 performances de scène sur deux heures de film. Depuis, ce documentaire a été diffusé de nombreuses fois dans l'émission American Masters de la chaîne publique américaine PBS.
Le scénariste et producteur exécutif de Vaudeville, s'exprimant au sujet de la nature démocratique et populaire du monde des arts du spectacle, fit une brève allusion à Ali en disant que le film « englobait tout, depuis Caruso jusqu'à un type qui vomit ». En comparaison, dans l'épisode 30 de l'émission de télévision Iconoclasts diffusée sur la chaîne Sundance Channel, le magicien David Blaine parle avec enthousiasme d'Ali. Pendant l'épisode, Blaine montre au peintre Chuck Close le dernier numéro d'Ali enregistré dans Politiquerías, celui où il expulse tour à tour du kérosène et de l'eau, et commente en disant que Ali est son « magicien préféré... c'est réel, mais personne n'a réussi à refaire ça depuis... Il s'appelle Hadji Ali... C'est mon préféré de tous les temps ».

## Mort
Hadji Ali meurt le 5 novembre 1937 à Wolverhampton en Angleterre, d'une insuffisance cardiaque pendant une crise de bronchite. Avant même sa mort, une rumeur disait que l'Institut Rockefeller souhaitait se procurer l'estomac d'Ali quand il mourrait, et serait prêt à payer 50 000$. Cette allégation figurait sur une affiche de promotion de l'un des spectacles d'Ali, de son vivant. Après l'annonce de sa mort, la rumeur refit surface, évoquant une offre active de 10 000$. Quand un responsable de l'Institut Rockefeller fut interrogé au sujet de cette histoire, il expliqua qu'il n'y avait eu aucune offre de faite mais que, néanmoins, « ils seraient très intéressés de voir le corps ». Almina Ali et Herbert Julian rapatrièrent le corps aux États-Unis à bord du Queen Mary. Selon un article du New York Post paru le 29 novembre 1937, à leur arrivée, Almina donna le corps de son père à l'Université Johns-Hopkins du Maryland pour qu'il soit étudié par des chirurgiens, après quoi il fut transporté en Égypte pour être inhumé dans un mausolée. Cependant, le journal The Afro-American rapporta le 11 décembre 1937 que les représentants de Johns-Hopkins avaient décliné l'offre.